# Code civil (Monaco)
Pour les articles homonymes, voir Code civil.
Le Code civil est un code juridique regroupant des règles de droit civil (droit commun) actuellement en vigueur dans la principauté de Monaco. Il est introduit en 1881.

## Structure actuelle
| Hiérarchie | Subdivision            | Intitulé | Articles        |
| ---------- | ---------------------- | --- | --------------- |
| 1          | Titre préliminaire     | De l'entrée en vigueur, des effets et de l'application des lois en général                                               | 1 - 6           |
| 2          | Livre I                | Des personnes | 7 - 410-57      |
| 2.1        | Titre I                | De la jouissance et de la privation des droits civils et de la protection de la vie privée et familiale                  | 7 - 24-1        |
| 2.1.1      | Chapitre I             | De la jouissance des droits civils                                                                                       | 7 - 16          |
| 2.1.2      | Chapitre II            | De la privation des droits civils                                                                                        | 17 - 24 ancien  |
| 2.1.3      | Chapitre III           | De la protection de la vie privée et familiale                                                                           | 22 - 24-1       |
| 2.2        | Titre II               | Des actes de l'état civil                                                                                                | 25 - 74         |
| 2.2.1      | Chapitre I             | Dispositions générales                                                                                                   | 25 - 43         |
| 2.2.2      | Chapitre II            | Des actes de naissance                                                                                                   | 44 - 50         |
| 2.2.3      | Chapitre III           | Des actes de mariage | 51 - 59         |
| 2.2.4      | Chapitre IV            | Des actes de décès | 60 - 65         |
| 2.2.5      | Chapitre V             | De la publicité des actes de l'état civil                                                                                | 66 - 70         |
| 2.2.6      | Chapitre VI            | De la rectification des actes de l'état civil                                                                            | 71 - 74         |
| 2.3        | Titre II bis           | Du nom | 75 - 77-13      |
| 2.3.1      | Chapitre I             | Dispositions générales                                                                                                   | 75 - 76         |
| 2.3.2      | Chapitre II            | De l'attribution et de la protection du nom                                                                              | 77 - 77-7       |
| 2.3.3      | Chapitre II bis        | Du nom d'usage | 77-7-1 - 77-7-3 |
| 2.3.4      | Chapitre III           | Des prénoms | 77-8 - 77-11    |
| 2.3.5      | Chapitre IV            | Du surnom et du pseudonyme                                                                                               | 77-12 - 77-13   |
| 2.4        | Titre III              | Du domicile | 78 - 83         |
| 2.5        | Titre IV               | Des absents | 84 - 112        |
| 2.5.1      | Chapitre I             | De la présomption d'absence                                                                                              | 84 - 91         |
| 2.5.2      | Chapitre II            | De la déclaration d'absence                                                                                              | 92 - 103        |
| 2.5.3      | Chapitre III           | De la déclaration de décès après absence                                                                                 | 104 - 112       |
| 2.6        | Titre IV bis           | Des disparus | 113 - 115-4     |
| 2.7        | Titre IV ter           | Dispositions générales                                                                                                   | 115-5           |
| 2.8        | Titre V                | Du mariage | 116 - 196       |
| 2.8.1      | Chapitre I             | Des conditions du mariage                                                                                                | 116 - 131       |
| 2.8.2      | Chapitre II            | De l'opposition à mariage                                                                                                | 132 - 138       |
| 2.8.3      | Chapitre III           | De la célébration et de la preuve du mariage                                                                             | 139 - 146       |
| 2.8.4      | Chapitre IV            | De la nullité du mariage                                                                                                 | 147 - 171       |
| 2.8.5      | Chapitre V             | Des obligations qui naissent du mariage                                                                                  | 172 - 180       |
| 2.8.6      | Chapitre VI            | Des droits et des devoirs respectifs des époux                                                                           | 181 - 195       |
| 2.8.7      | Chapitre VII           | De la dissolution du mariage                                                                                             | 196             |
| 2.9        | Titre VI               | Du divorce et de la séparation de corps                                                                                  | 197 - 206-36    |
| 2.9.1      | Chapitre I             | Du divorce | 197 - 205-3     |
| 2.9.2      | Chapitre II            | De la séparation de corps                                                                                                | 206-1 - 206-36  |
| 2.10       | Titre VII              | De la filiation | 207 - 239-8     |
| 2.10.1     | Chapitre I             | Dispositions générales                                                                                                   | 207 - 214-2     |
| 2.10.2     | Chapitre II            | De la filiation légitime                                                                                                 | 215 - 226-14    |
| 2.10.3     | Chapitre III           | De la filiation hors du mariage                                                                                          | 227 - 239-8     |
| 2.11       | Titre VIII             | De la filiation adoptive                                                                                                 | 240 - 288       |
| 2.11.1     | Chapitre I             | Dispositions générales                                                                                                   | 240 - 244       |
| 2.11.2     | Chapitre II            | De l'adoption plénière                                                                                                   | 245 - 269       |
| 2.11.3     | Chapitre III           | De l'adoption simple | 270 - 288       |
| 2.12       | Titre IX               | De la minorité, de l'autorité parentale, de la tutelle et de l'émancipation                                              | 298 - 410       |
| 2.12.1     | Chapitre I             | Dispositions générales                                                                                                   | 298 - 299       |
| 2.12.2     | Chapitre II            | De l'autorité parentale                                                                                                  | 300 - 332       |
| 2.12.3     | Chapitre III           | De la tutelle | 333 - 402       |
| 2.12.4     | Chapitre IV            | De l'émancipation | 403 - 410       |
| 2.13       | Titre X                | De la majorité et des mesures de protection du majeur                                                                    | 410-1° - 410-57 |
| 2.13.1     | Chapitre I             | De la majorité | 410-1° - 410-3  |
| 2.13.2     | Chapitre II            | Des mesures de protection du majeur                                                                                      | 410-2° - 410-57 |
| 3          | Livre II               | Des biens et des différentes modifications de la propriété                                                               | 411 - 594       |
| 3.1        | Titre I                | De la distinction des biens                                                                                              | 411 - 437       |
| 3.1.1      | Chapitre I             | Des immeubles | 412 - 421       |
| 3.1.2      | Chapitre II            | Des meubles | 422 - 430       |
| 3.1.3      | Chapitre III           | Des biens dans leur rapport avec ceux qui les possèdent                                                                  | 431 - 437       |
| 3.2        | Titre II               | De la propriété | 438 - 463       |
| 3.2.1      | Chapitre I             | Du droit d'accession sur ce qui est produit par la chose                                                                 | 441 - 444       |
| 3.2.2      | Chapitre II            | Du droit d'accession sur ce qui s'unit et s'incorpore à la chose                                                         | 445 - 463       |
| 3.3        | Titre III              | De l'usufruit, de l'usage et de l'habitation                                                                             | 464 - 521       |
| 3.3.1      | Chapitre I             | De l'usufruit | 464 - 509       |
| 3.3.2      | Chapitre II            | De l'usage et de l'habitation                                                                                            | 510 - 521       |
| 3.4        | Titre IV               | Des servitudes ou services fonciers                                                                                      | 522 - 594       |
| 3.4.1      | Chapitre I             | Des servitudes qui dérivent de la situation des lieux                                                                    | 525 - 535       |
| 3.4.2      | Chapitre II            | Des servitudes établies par la loi                                                                                       | 536 - 570       |
| 3.4.3      | Chapitre III           | Des servitudes établies par le fait de l'homme                                                                           | 571 - 594       |
| 4          | Livre III              | Des différentes manières dont on acquiert la propriété                                                                   | 595 - 2100      |
| 4.1        | Dispositions générales | Dispositions générales                                                                                                   | 595 - 601       |
| 4.2        | Titre I                | Des successions | 602 - 760       |
| 4.2.1      | Chapitre I             | De l'ouverture des successions et de la saisine des héritiers                                                            | 602 - 607       |
| 4.2.2      | Chapitre II            | Des qualités requises pour succéder                                                                                      | 608 - 613       |
| 4.2.3      | Chapitre III           | Des divers ordres de succession                                                                                          | 614 - 651       |
| 4.2.4      | Chapitre V             | De l'acceptation et de la répudiation des successions                                                                    | 655 - 695       |
| 4.2.5      | Chapitre VI            | Du partage et des rapports                                                                                               | 696 - 760       |
| 4.3        | Titre II               | Des donations entre vifs et des testaments                                                                               | 761 - 955       |
| 4.3.1      | Chapitre I             | Dispositions générales                                                                                                   | 761 - 768       |
| 4.3.2      | Chapitre II            | De la capacité de disposer ou de recevoir par donation entre vifs ou par testament                                       | 769 - 779       |
| 4.3.3      | Chapitre III           | De la portion de biens disponible et de la réduction                                                                     | 780 - 797       |
| 4.3.4      | Chapitre IV            | Des donations entre vifs                                                                                                 | 798 - 832       |
| 4.3.5      | Chapitre V             | Des dispositions testamentaires                                                                                          | 833 - 902       |
| 4.3.6      | Chapitre VI            | Des dispositions permises en faveur des petits-enfants du donateur ou du testateur ou des enfants de ses frères et sœurs | 903 - 929       |
| 4.3.7      | Chapitre VII           | Des partages faits par père, mère, ou autres ascendants, entre leurs descendants                                         | 930 - 935       |
| 4.3.8      | Chapitre VIII          | Des donations faites par contrat de mariage aux époux et aux enfants à naître du mariage                                 | 936 - 945       |
| 4.3.9      | Chapitre IX            | Des dispositions entre époux, soit par contrat de mariage, soit pendant le mariage                                       | 946 - 955       |
| 4.4        | Titre III              | Des contrats ou des obligations conventionnelles en général                                                              | 956 - 1216      |
| 4.4.1      | Chapitre I             | Dispositions préliminaires                                                                                               | 956 - 962-3     |
| 4.4.2      | Chapitre II            | Des conditions essentielles pour la validité des conventions                                                             | 963 - 988       |
| 4.4.3      | Chapitre III           | De l'effet des obligations                                                                                               | 989 - 1022      |
| 4.4.4      | Chapitre IV            | Des diverses espèces d'obligations                                                                                       | 1023 - 1088     |
| 4.4.5      | Chapitre V             | De l'extinction des obligations                                                                                          | 1089 - 1161     |
| 4.4.6      | Chapitre VI            | De la preuve des obligations et de celle du paiement                                                                     | 1162 - 1216     |
| 4.5        | Titre IV               | Des engagements qui se forment sans convention                                                                           | 1217 - 1234     |
| 4.5.1      | Chapitre I             | Des quasi-contrats | 1218 - 1228     |
| 4.5.2      | Chapitre II            | Des délits et des quasi-délits                                                                                           | 1229 - 1234     |
| 4.6        | Titre V                | Du contrat de mariage et des régimes matrimoniaux                                                                        | 1235 - 1261     |
| 4.6.1      | Chapitre I             | Dispositions générales                                                                                                   | 1235 - 1243     |
| 4.6.2      | Chapitre II            | Du régime de la séparation de biens                                                                                      | 1244 - 1249     |
| 4.6.3      | Chapitre III           | Des dispositions relatives aux régimes de communauté                                                                     | 1250 - 1261     |
| 4.7        | Titre V bis            | Des contrats civils de solidarité                                                                                        | 1262 - 1284     |
| 4.7.1      | Chapitre I             | Des dispositions générales                                                                                               | 1262 - 1263     |
| 4.7.2      | Chapitre II            | Des conditions de formation et de modification des contrats civils de solidarité                                         | 1264 - 1271     |
| 4.7.3      | Chapitre III           | Des effets des contrats civils de solidarité                                                                             | 1272 - 1278     |
| 4.7.4      | Chapitre IV            | De la résiliation des contrats civils de solidarité                                                                      | 1279 - 1284     |
| 4.8        | Titre VI               | De la vente | 1425 - 1541     |
| 4.8.1      | Chapitre I             | De la nature et de la forme de la vente                                                                                  | 1425 - 1435     |
| 4.8.2      | Chapitre II            | Qui peut acheter ou vendre                                                                                               | 1436 - 1439     |
| 4.8.3      | Chapitre III           | Des choses qui peuvent être vendues                                                                                      | 1440 - 1443     |
| 4.8.4      | Chapitre IV            | Des obligations du vendeur                                                                                               | 1444 - 1491     |
| 4.8.5      | Chapitre V             | Des obligations de l'acheteur                                                                                            | 1492 - 1499     |
| 4.8.6      | Chapitre VI            | De la nullité et de la résolution de la vente                                                                            | 1500 - 1525     |
| 4.8.7      | Chapitre VII           | De la licitation | 1526 - 1528     |
| 4.8.8      | Chapitre VIII          | Du transport des créances et autres droits incorporels                                                                   | 1529 - 1541     |
| 4.9        | Titre VII              | De l'échange | 1542 - 1547     |
| 4.10       | Titre VIII             | Du contrat de louage | 1548 - 1669     |
| 4.10.1     | Chapitre I             | Dispositions générales                                                                                                   | 1548 - 1552     |
| 4.10.2     | Chapitre II            | Du louage des choses | 1553 - 1616-7   |
| 4.10.3     | Chapitre III           | Du louage d'ouvrage et d'industrie                                                                                       | 1617 - 1637     |
| 4.10.4     | Chapitre IV            | Du bail à cheptel | 1638 - 1669     |
| 4.11       | Titre IX               | Du contrat de société | 1670 - 1711     |
| 4.11.1     | Chapitre I             | Dispositions générales                                                                                                   | 1670 - 1672-1   |
| 4.11.2     | Chapitre II            | Des diverses espèces de société                                                                                          | 1673 - 1680     |
| 4.11.3     | Chapitre III           | Des engagements des associés entre eux et à l'égard des tiers                                                            | 1681 - 1702     |
| 4.11.4     | Chapitre IV            | De la dissolution ou de la transformation d'une société                                                                  | 1703 - 1711     |
| 4.12       | Titre X                | Du prêt | 1712 - 1753     |
| 4.12.1     | Chapitre I             | Du prêt à usage ou commodat                                                                                              | 1713 - 1729     |
| 4.12.2     | Chapitre II            | Du simple prêt | 1730 - 1742     |
| 4.12.3     | Chapitre III           | Du prêt à intérêt | 1743 - 1753     |
| 4.13       | Titre XI               | Du dépôt et du séquestre                                                                                                 | 1754 - 1802     |
| 4.13.1     | Chapitre I             | Du dépôt en général et de ses diverses espèces                                                                           | 1754 - 1755     |
| 4.13.2     | Chapitre II            | Du dépôt proprement dit                                                                                                  | 1756 - 1793     |
| 4.13.3     | Chapitre III           | Du séquestre | 1794 - 1802     |
| 4.14       | Titre XII              | Des contrats aléatoires                                                                                                  | 1803 - 1822     |
| 4.14.1     | Chapitre I             | Du jeu et du pari | 1804 - 1806     |
| 4.14.2     | Chapitre II            | Du contrat de rente viagère                                                                                              | 1807 - 1822     |
| 4.15       | Titre XIII             | Du mandat | 1823 - 1849     |
| 4.15.1     | Chapitre I             | De la nature et de la forme du mandat                                                                                    | 1823 - 1829     |
| 4.15.2     | Chapitre II            | Des obligations du mandataire                                                                                            | 1830 - 1836     |
| 4.15.3     | Chapitre III           | Des obligations du mandant                                                                                               | 1837 - 1841     |
| 4.15.4     | Chapitre IV            | Des différentes manières dont le mandat finit                                                                            | 1842 - 1849     |
| 4.16       | Titre XIV              | Du cautionnement et de la garantie autonome                                                                              | 1850 - 1882-1   |
| 4.16.1     | Chapitre I             | De la nature et de l'étendue du cautionnement                                                                            | 1850 - 1859     |
| 4.16.2     | Chapitre II            | De l'effet du cautionnement                                                                                              | 1860 - 1872     |
| 4.16.3     | Chapitre III           | De l'extinction du cautionnement                                                                                         | 1873 - 1878     |
| 4.16.4     | Chapitre IV            | De la caution légale et de la caution judiciaire                                                                         | 1879 - 1882     |
| 4.16.5     | Chapitre V             | De la garantie autonome                                                                                                  | 1882-1          |
| 4.17       | Titre XV               | Des transactions | 1883 - 1897     |
| 4.18       | Titre XVI              | De la transcription | 1898 - 1906     |
| 4.19       | Titre XVII             | Du nantissement | 1907 - 1927     |
| 4.19.1     | Chapitre I             | Du gage | 1909 - 1920     |
| 4.19.2     | Chapitre II            | De l'antichrèse | 1921 - 1927     |
| 4.20       | Titre XVIII            | Des privilèges et hypothèques                                                                                            | 1928 - 2034     |
| 4.20.1     | Chapitre I             | Dispositions générales                                                                                                   | 1928 - 1931     |
| 4.20.2     | Chapitre II            | Des privilèges | 1932 - 1951     |
| 4.20.3     | Chapitre III           | Des hypothèques | 1952 - 1985     |
| 4.20.4     | Chapitre IV            | Du mode de l'inscription des privilèges et hypothèques                                                                   | 1986 - 1995     |
| 4.20.5     | Chapitre V             | De la radiation et réduction des inscriptions                                                                            | 1996 - 2003     |
| 4.20.6     | Chapitre VI            | De l'effet des privilèges et hypothèques contre les tiers détenteurs                                                     | 2004 - 2018     |
| 4.20.7     | Chapitre VII           | De l'extinction des privilèges et hypothèques                                                                            | 2019            |
| 4.20.8     | Chapitre VIII          | Du mode de purger les propriétés des privilèges et hypothèques                                                           | 2020 - 2026     |
| 4.20.9     | Chapitre IX            | De la publicité et de la tenue des registres de la conservation des hypothèques                                          | 2027 - 2034     |
| 4.21       | Titre XIX              | De l'expropriation forcée et des ordres entre les créanciers                                                             | 2035 - 2037     |
| 4.22       | Titre XX               | De la prescription extinctive                                                                                            | 2038 - 2076     |
| 4.22.1     | Chapitre I             | Dispositions générales                                                                                                   | 2038 - 2043     |
| 4.22.2     | Chapitre II            | Des délais et points de départ de la prescription extinctive                                                             | 2044 - 2051     |
| 4.22.3     | Chapitre III           | Du cours de la prescription extinctive                                                                                   | 2052 - 2068     |
| 4.22.4     | Chapitre IV            | Des conditions de la prescription extinctive                                                                             | 2069 - 2076     |
| 4.23       | Titre XXI              | De la possession et de la prescription acquisitive                                                                       | 2077 - 2100     |
| 4.23.1     | Chapitre I             | Dispositions générales                                                                                                   | 2077 - 2079     |
| 4.23.2     | Chapitre II            | De la prescription acquisitive                                                                                           | 2080 - 2100     |